# Meeri-Marita Paas
Meeri-Marita Paas (10 de febrero de 2002) es una deportista estonia que compite en tiro con arco, en la modalidad de arco compuesto. Ganó una medalla de bronce en el Campeonato Europeo de Tiro con Arco al Aire Libre de 2024 y una medalla de plata en el Campeonato Europeo de Tiro con Arco en Sala de 2022.

## Palmarés internacional
| Campeonato Europeo al Aire Libre | Campeonato Europeo al Aire Libre | Campeonato Europeo al Aire Libre | Campeonato Europeo al Aire Libre |
| Año                              | Lugar                            | Medalla                          | Prueba                           |
| -------------------------------- | -------------------------------- | -------------------------------- | -------------------------------- |
| 2024                             | Essen (Alemania)                 | Medalla de bronce                | Equipo                           |
| Campeonato Europeo en Sala       |                                  |                                  |                                  |
| Año                              | Lugar                            | Medalla                          | Prueba                           |
| 2022                             | Laško (Eslovenia)                | Medalla de plata                 | Equipo                           |